# Dicastero per la dottrina della fede
Il Dicastero per la dottrina della fede (in latino Dicasterium pro doctrina fidei), conosciuto dalla fondazione al 1908 come Santa Inquisizione, successivamente come Sant'Uffizio, poi come Congregazione per la dottrina della fede (CDF) e infine come Dicastero per la dottrina della fede, è uno dei 16 dicasteri della Curia romana.

## Storia

### Dalla fondazione al XIX secolo
Questo dicastero fu istituito nell'anno 1542 da papa Paolo III con la costituzione apostolica Licet ab initio. Il documento affidava la lotta contro l’eresia a sei cardinali incaricati dal Papa e ai loro delegati, attribuendo loro il potere di giudicare i crimini contro la fede a prescindere dai privilegi degli imputati, fossero essi nobili, principi, vescovi o cardinali.
Inizialmente aveva il nome di "Sacra Congregazione della romana e universale inquisizione", con lo scopo di "mantenere e difendere l'integrità della fede, esaminare e proscrivere gli errori e le false dottrine". Questo organismo sostituì l'istituzione ecclesiastica nota nel Medioevo come Inquisizione e, dopo un'iniziale sede a via della Lungara, si stabilì a palazzo Pucci, nelle vicinanze del Vaticano.
Il raggio d'azione degli inquisitori romani era tutta la Chiesa cattolica, ma la sua azione, tranne alcuni casi (come il cardinale inglese Reginald Pole), si restrinse quasi solo all'Italia. In breve tempo questo tribunale divenne il più importante all'interno della cattolicità: ad esso potevano appellarsi i condannati da altri tribunali. Inoltre divenne quasi una sorta di supervisore del lavoro dei tribunali locali. Inizialmente la congregazione aveva il compito di controllare anche la conformità con la fede cattolica di tutte le opere a stampa. Dal 1571 questo compito passò alla Congregazione per la riforma dell'Indice dei libri proibiti, organismo appositamente creato da Pio V; questo nuovo dicastero operò per oltre tre secoli fino al 1917, quando fu soppresso e le sue competenze ritornarono al Sant'Uffizio.
Nel 1588 Sisto V riorganizzò la Curia romana fissando in 15 il numero delle Congregazioni cardinalizie permanenti (costituzione apostolica Immensa Aeterni Dei). La Congregazione dell'inquisizione, collocata in testa all'elenco per la sua importanza, ricevette la strutturazione definitiva. Formata, originariamente, da otto-nove cardinali, ad essi era attribuita la giurisdizione, che esercitavano collettivamente. Le decisioni del collegio venivano di volta in volta sottoposte al pontefice, cui spettava l'approvazione finale.
In specifici casi l'Inquisizione si serviva della consulenza di professionisti esterni (soprattutto teologi ed esperti di diritto canonico, ma anche scienziati, come nel caso di Galilei). Non tutti i processi per eresia, ateismo e altre devianze dalla fede cattolica furono gestiti dall'Inquisizione. In Francia, ad es., sotto l'ancien régime, atei e bestemmiatori erano processati dai tribunali civili. Tra i nomi celebri inquisiti dall'Inquisizione si citano: Francesco Patrizi, Giordano Bruno, Tommaso Campanella, Gerolamo Cardano, Giovanni Antonio Caracciolo, Galileo Galilei (vedi processo a Galileo Galilei).

### Il XX secolo
Nel 1908 papa Pio X riorganizzò la Congregazione mutandone il nome in quello di "Sacra Congregazione del Sant'Uffizio". Nel 1917 il Sant'Uffizio ricevette nuovamente la competenza dell'aggiornamento dell'Indice dei libri proibiti, sottraendolo alla Congregazione dell'Indice che fu soppressa.
Il 7 dicembre 1965 papa Paolo VI ridefinì e ampliò le competenze e la struttura della Congregazione e ne mutò l'antico nome di Sant'Uffizio in quello attuale con il motu proprio Integrae servandae. Fino al 1968, il prefetto della Congregazione era il Papa, il quale però raramente esercitava tale funzione, delegando tale compito a un cardinale, con il titolo di segretario. A partire da tale data il titolo di prefetto spetta al cardinale posto a capo del dicastero e il segretario è la seconda carica in ordine di importanza della congregazione.
Papa Paolo VI operò quindi la più recente riforma della Congregazione, cambiandone il nome in quello di "Sacra Congregazione per la Dottrina della Fede", attualizzando i metodi usati per l'esame delle dottrine, e facendo prevalere il carattere positivo di correzione degli errori su quello punitivo della condanna, partendo dal principio che "la fede si difende meglio promuovendo la dottrina". In questa logica fu di fatto abolito l'Indice dei libri proibiti la cui ultima edizione era stata pubblicata nel 1948 sotto papa Pio XII.
Nel 1988 con la costituzione apostolica Pastor Bonus, Giovanni Paolo II ne ridefinisce le competenze, precisando la funzione, la competenza e le norme della Congregazione per la dottrina della fede.

### Il XXI secolo
Il 14 febbraio 2022 papa Francesco riforma la struttura interna attraverso la lettera in forma di motu proprio Fidem servare, suddividendo il lavoro della Congregazione in due sezioni (dottrinale e disciplinare), ciascuna delle quali dispone di un segretario e di un capo ufficio, ciò allo scopo di garantire un'equa distribuzione delle risorse tra le due sezioni.
Con la costituzione apostolica Praedicate evangelium del 19 marzo 2022 ha assunto l'attuale denominazione.
Il 23 settembre 2024 papa Francesco nomina 28 nuovi consultori per il Dicastero per la dottrina della fede.

## Struttura delineata nellaImmensa aeterni Dei
Nell'organizzazione delineata da Sisto V nel 1588, il papa stesso presiedeva la congregazione con il titolo di Prefetto. Lo assisteva un collegio di cardinali (inizialmente otto-nove, poi saliti a dodici); il pontefice nominava uno di essi Secretarius: questo porporato svolgeva concretamente le funzioni di direttore della congregazione.
Come primo dei funzionari lo affiancava un domenicano, con il titolo di Commissarius Sancti Officii, il cui compito era quello di presiedere i processi. La carica era riservata a un frate domenicano, in considerazione dell'importanza avuta da quest'ordine agli inizi dell'Inquisizione nel XIII secolo. Il Commissarius era assistito da due suoi confratelli, denominati "primo e secondo compagno".

A fianco del Commissarius vi era l'Assessor Sancto Officii, che faceva parte del clero secolare. Egli distribuiva le cause da trattare in primo grado. Riferiva del suo operato nelle assemblee plenarie della congregazione.
La congregazione si avvaleva di consultori per ottimizzare il processo decisionale. I consultori erano generalmente teologi e canonisti, nominati dal papa come assistenti (privi del diritto di voto) dei cardinali inquisitori. Il Generale dei Domenicani, il Maestro del sacro palazzo e un frate conventuale francescano erano consultores nati (cioè permanenti) della congregazione. In ordine gerarchico venivano poi il Promotor fiscalis (corrispondente al pubblico ministero), appartenente al clero, e l'Advocatus reorum (corrispondente al difensore d'ufficio). Ad un presbitero notaio era affidata la registrazione di tutti i documenti relativi ai processi.
Un gruppo particolare era quello dei qualificatori. Erano teologi che in prima istanza dovevano, tramite l'esame delle opere scritte o stampate o delle affermazioni orali di qualcuno che era in carcere per offese alla religione, estrarne le proposizioni e qualificarle come eretiche (o prossime all'eresia), o scismatiche, o scandalose. Il giudizio dei qualificatori passava poi ai consultori e quindi agli inquisitori. Tutti i funzionari della Santa Inquisizione erano tenuti con giuramento alla segretezza e tutti ricevevano uno stipendio, tranne i consultori e i qualificatori.

## Funzioni
Le competenze del Dicastero per la dottrina della fede sono suddivise in due sezioni: dottrinale e disciplinare.

### Sezione dottrinale
La Sezione dottrinale è organizzata in due uffici: dottrinale e matrimoniale.
L'Ufficio dottrinale si occupa delle materie attinenti alla promozione della dottrina della fede e della morale. Nello specifico quest'ufficio:
- promuove la teologia e la catechesi come opera di evangelizzazione, per aiutare a comprendere il significato dell'esistenza attraverso la fede, soprattutto di fronte alle domande poste dal progresso scientifico e dallo sviluppo della società;
- esamina sotto l'aspetto dottrinale i documenti degli altri dicasteri e gli scritti e le opinioni che appaiono problematici per la retta fede, favorendo il dialogo con i loro autori e proponendo i rimedi idonei da apportare;
- studia le questioni riguardanti gli ordinariati personali degli anglicani convertiti al cattolicesimo.

L'Ufficio matrimoniale si occupa del privilegium fidei e quindi delle cause di scioglimento di matrimonio in favorem fidei e di altri aspetti del vincolo matrimoniale legati alla validità del Sacramento.

### Sezione disciplinare
La Sezione disciplinare:
- si occupa dei cosiddetti delicta graviora, cioè i delitti contro la fede, la morale e nella celebrazione dei sacramenti, attraverso il "Supremo Tribunale Apostolico" istituito all'interno del Dicastero;
- predispone ed elabora le procedure previste dalla normativa canonica affinché il Dicastero possa promuovere una retta amministrazione della giustizia nelle sue diverse istanze (Prefetto, Segretario, Promotore di Giustizia, Congresso, Sessione Ordinaria, Collegio per l'esame dei ricorsi in materia di delicta graviora);
- promuove iniziative di formazione per i vescovi e gli operatori del diritto, per favorire una retta comprensione e applicazione delle norme canoniche relative al proprio ambito di competenza.

## Adunanze
Le adunanze dei Consultori, gruppi di esperti cattolici che coadiuvano il lavoro del Dicastero, si tengono settimanalmente, e i loro pareri o analisi vengono discussi dal Collegio dei cardinali del Dicastero con voto deliberativo. Ogni decisione è sottoposta all'approvazione definitiva del Pontefice in apposita Udienza.
Il dicastero si riunisce in sessione ordinaria mensilmente, e in assemblea plenaria almeno una volta all'anno.

## Cronotassi

### Prefetti
Dal 1542 al 1602 con il titolo di "grande inquisitore", dal 1602 al 1965 con il titolo di segretario (poiché a capo del dicastero vi era il Papa), dal 1965 ad oggi con il titolo di prefetto.
Santa Inquisizione
- Cardinale Gian Pietro Carafa † (21 luglio 1542 – 23 maggio 1555 eletto papa con il nome di Paolo IV)
- Cardinale Antonio Michele Ghisleri, O.P. † (14 dicembre 1558 – 7 gennaio 1566 eletto papa con il nome di Pio V)
- Cardinale Diego de Espinosa y Arévalo † (8 settembre 1566 – 5 settembre 1572 deceduto)
- Cardinale Scipione Rebiba † (8 aprile 1573 – 23 luglio 1577 deceduto)
- Cardinale Giacomo Savelli † (31 luglio 1577 – 5 dicembre 1587 deceduto)
- Cardinale Giulio Antonio Santori † (5 dicembre 1587 – 9 maggio 1602 deceduto)
- Cardinale Camillo Borghese † (9 giugno 1603 – 16 maggio 1605 eletto papa con il nome di Paolo V)
- Cardinale Pompeo Arrigoni † (16 maggio 1605 – 4 aprile 1616 deceduto)
- Cardinale Giovanni Garzia Mellini † (4 aprile 1616 – 2 ottobre 1629 deceduto)
- Cardinale Antonio Barberini, O.F.M.Cap. † (2 ottobre 1629 – 13 dicembre 1633 nominato archivista e bibliotecario di Santa Romana Chiesa)
- Cardinale Francesco Barberini † (13 dicembre 1633 – 10 dicembre 1679 deceduto)
- Cardinale Cesare Facchinetti † (10 dicembre 1679 – 31 gennaio 1683 deceduto)
- Cardinale Alderano Cybo-Malaspina † (31 gennaio 1683 – 22 luglio 1700 deceduto)
- Cardinale Galeazzo Marescotti † (22 luglio 1700 – 1º gennaio 1716 dimesso)
- Cardinale Fabrizio Spada † (1º gennaio 1716 – 15 giugno 1717 deceduto)
- Cardinale Niccolò Acciaiuoli † (15 giugno 1717 – 23 febbraio 1719 deceduto)
- Cardinale Francesco del Giudice † (25 febbraio 1719 – 10 ottobre 1725 deceduto)
- Cardinale Fabrizio Paolucci † (10 ottobre 1725 – 12 giugno 1726 deceduto)
- Cardinale Pietro Ottoboni † (14 giugno 1726 – 28 febbraio 1740 deceduto)
- Cardinale Tommaso Ruffo † (29 agosto 1740 – 16 febbraio 1753 deceduto)
- Cardinale Neri Maria Corsini † (26 febbraio 1753 – 6 dicembre 1770 deceduto)
- Cardinale Giovanni Francesco Stoppani † (12 dicembre 1770 – 18 novembre 1774 deceduto)
- Cardinale Ludovico Maria Torriggiani † (22 febbraio 1775 – 6 gennaio 1777 deceduto)
- Cardinale Carlo Rezzonico † (17 gennaio 1777 – 26 gennaio 1799 deceduto)
- Cardinale Leonardo Antonelli † (8 novembre 1800 – 23 gennaio 1811 deceduto)
- Cardinale Giulio Maria della Somaglia † (20 maggio 1814 – 2 aprile 1830 deceduto)
- Cardinale Bartolomeo Pacca † (5 aprile 1830 – 19 aprile 1844 deceduto)
- Cardinale Vincenzo Macchi † (25 aprile 1844 – 30 settembre 1860 deceduto)
- Cardinale Costantino Patrizi Naro † (10 ottobre 1860 – 17 dicembre 1876 deceduto)
- Cardinale Prospero Caterini † (21 dicembre 1876 – 28 ottobre 1881 deceduto)
- Cardinale Antonio Maria Panebianco, O.F.M.Conv. † (30 marzo 1882 – 25 gennaio 1883 dimesso)
- Cardinale Luigi Maria Bilio, B. † (25 gennaio 1883 – 30 gennaio 1884 deceduto)
- Cardinale Raffaele Monaco La Valletta † (15 febbraio 1884 – 14 luglio 1896 deceduto)
- Cardinale Lucido Maria Parocchi † (5 agosto 1896 – 15 gennaio 1903 deceduto)
- Cardinale Serafino Vannutelli † (16 gennaio 1903 – 31 dicembre 1908 dimesso)

Sant'Uffizio
- Cardinale Mariano Rampolla del Tindaro † (31 dicembre 1908 – 16 dicembre 1913 deceduto)
- Cardinale Domenico Ferrata † (3 gennaio – 10 ottobre 1914 deceduto)
- Cardinale Rafael Merry del Val y Zulueta † (14 ottobre 1914 – 26 febbraio 1930 deceduto)
- Cardinale Donato Raffaele Sbarretti Tazza † (4 luglio 1930 – 1º aprile 1939 deceduto)
- Cardinale Francesco Marchetti Selvaggiani † (30 aprile 1939 – 13 gennaio 1951 deceduto)
- Cardinale Giuseppe Pizzardo † (16 febbraio 1951 – 12 ottobre 1959 dimesso)
- Cardinale Alfredo Ottaviani † (7 novembre 1959 – 7 dicembre 1965 nominato pro-prefetto del medesimo dicastero)

Congregazione per la dottrina della fede
- Cardinale Alfredo Ottaviani † (7 dicembre 1965 – 6 gennaio 1968 dimesso; pro-prefetto)
- Cardinale Franjo Šeper † (8 gennaio 1968 – 25 novembre 1981 ritirato)
- Cardinale Joseph Ratzinger † (25 novembre 1981 – 2 aprile 2005 cessato[11])
- Cardinale William Joseph Levada † (13 maggio 2005 – 2 luglio 2012 ritirato)
- Cardinale Gerhard Ludwig Müller (2 luglio 2012 – 1º luglio 2017 cessato)
- Cardinale Luis Francisco Ladaria Ferrer, S.I. (1º luglio 2017 – 5 giugno 2022)

Dicastero per la dottrina della fede
- Cardinale Luis Francisco Ladaria Ferrer, S.I. (5 giugno 2022 – 1º luglio 2023 ritirato)
- Cardinale Víctor Manuel Fernández, dal 1º luglio 2023

### Assessori
Santa Inquisizione
- Arcivescovo Domenico Zauli † (4 dicembre 1712 - 1º marzo 1722 deceduto)
- Arcivescovo Marco Antonio Ansidei † (1º marzo 1722 - 30 aprile 1728)
- Monsignore Raffaele Cosimo de' Girolami † (1º maggio 1728 - 1º aprile 1737)
- Monsignore Giuseppe Maria Feroni † (1º aprile 1737 - 9 settembre 1743)
- Monsignore Pietro Girolamo Guglielmi † (9 settembre 1743 - 26 novembre 1753)
- Monsignore Ludovico Valenti † (7 luglio 1754 - 24 settembre 1759)
- Monsignore Benedetto Veterani † (24 settembre 1759 - 26 settembre 1766)
- Monsignore Leonardo Antonelli † (26 settembre 1766 - 24 aprile 1775)
- Monsignore Paolo Francesco Antamori (24 aprile 1775 - 11 dicembre 1780 nominato vescovo di Orvieto)
- Monsignore Paolo Luigi Silva † (11 dicembre 1780 - 23 febbraio 1801 dimesso)
- Monsignore Alessandro Malvasia † (23 febbraio 1801 - 8 marzo 1816 creato cardinale)
- Monsignore Fabrizio Turriozzi † (9 marzo 1816 - 10 marzo 1823 creato cardinale)
- Monsignore Nicola Cuneo D'Ornano † (10 marzo 1823 - 8 settembre 1824 deceduto)
- Monsignore Raffaele Mazzio † (28 dicembre 1824 - 15 marzo 1830 creato cardinale)
- Monsignore Giuseppe Alberghini † (15 marzo 1830 - 6 aprile 1835 pubblicato cardinale)
- Monsignore Silvestro Belli † (3 novembre 1838 - 18 febbraio 1839 dimesso)
- Monsignore Lorenzo Simonetti † (18 febbraio 1839 - 28 novembre 1845 pubblicato cardinale)
- Monsignore Prospero Caterini † (28 novembre 1845 - 7 marzo 1853 creato cardinale)
- Arcivescovo Alessandro Macioti † (11 aprile 1856 - 18 gennaio 1859 deceduto)
- Monsignore Raffaele Monaco La Valletta † (25 gennaio 1859 - 13 marzo 1868 creato cardinale)
- Monsignore Lorenzo Nina † (13 marzo 1868 - 12 marzo 1877 creato cardinale)
- Monsignore Angelo Maria Jacobini † (15 marzo 1877 - 27 marzo 1882 creato cardinale)
- Vescovo Carlo Laurenzi † (30 marzo 1882 - 10 novembre 1884 pubblicato cardinale)
- Vescovo Giuseppe D'Annibale † (14 novembre 1884 - 11 febbraio 1889 creato cardinale)
- Monsignore Serafino Cretoni † (20 marzo 1889 - 9 maggio 1893 nominato nunzio apostolico in Spagna)
- Monsignore Francesco Segna † (20 giugno 1893 - 18 maggio 1894 creato cardinale)
- Arcivescovo Casimiro Gennari † (15 novembre 1895 - 15 aprile 1901 creato cardinale)
- Monsignore Giovanni Battista Lugari † (11 gennaio 1902 - 27 novembre 1911 creato cardinale)

Sant'Uffizio
- Arcivescovo Pompeo Varese (novembre 1661 - 3 dicembre 1666 nominato uditore della Sacra Rota)
- Arcivescovo Domenico Serafini, Cong. Subl. O.S.B. † (30 novembre 1911 - 25 maggio 1914 creato cardinale)
- Arcivescovo Donato Raffaele Sbarretti Tazza † (8 giugno 1914 - 4 dicembre 1916 creato cardinale)
- Monsignore Carlo Perosi † (8 dicembre 1916 - 21 giugno 1926 creato cardinale)
- Monsignore Nicola Canali † (27 giugno 1926 - 16 dicembre 1935 creato cardinale)
- Monsignore Alfredo Ottaviani † (19 dicembre 1935 - 12 gennaio 1953 creato cardinale)
- Arcivescovo Gabriel Acacius Coussa, B.A. † (15 gennaio 1953 - 4 agosto 1961 nominato pro-segretario della Congregazione per le Chiese orientali)
- Arcivescovo Pietro Parente † (23 ottobre 1959 - 7 dicembre 1965 nominato segretario del medesimo dicastero)

### Segretari
Dal 1965 il prefetto assume la carica svolta in precedenza direttamente dal Papa mentre il compito di segretario passa di norma ad un arcivescovo.
- Arcivescovo Pietro Parente † (7 dicembre 1965 - 26 giugno 1967 creato cardinale)
- Arcivescovo Paul-Pierre Philippe, O.P. † (29 giugno 1967 - 6 marzo 1973 nominato prefetto della Congregazione per le Chiese orientali)
- Arcivescovo Jean Jérôme Hamer, O.P. † (14 giugno 1973 - 8 aprile 1984 nominato pro-prefetto della Congregazione per gli istituti di vita consacrata)
- Arcivescovo Alberto Bovone † (8 aprile 1984 - 13 giugno 1995 nominato pro-prefetto della Congregazione delle cause dei santi)
- Arcivescovo Tarcisio Bertone, S.D.B. (13 giugno 1995 - 10 dicembre 2002 nominato arcivescovo di Genova)
- Arcivescovo Angelo Amato, S.D.B. † (19 dicembre 2002 - 9 luglio 2008 nominato prefetto della Congregazione delle cause dei santi)
- Arcivescovo Luis Francisco Ladaria Ferrer, S.I. (9 luglio 2008 - 1º luglio 2017 nominato prefetto del medesimo dicastero)
- Arcivescovo Giacomo Morandi (18 luglio 2017 - 10 gennaio 2022 nominato arcivescovo, titolo personale, di Reggio Emilia-Guastalla)

Dal 2022 il Dicastero dispone di due segretari, uno per la Sezione dottrinale, l'altro per la Sezione disciplinare.

#### Segretari della Sezione dottrinale
- Presbitero Armando Matteo, dal 23 aprile 2022

#### Segretari della Sezione disciplinare
- Arcivescovo John Joseph Kennedy, dal 23 aprile 2022

### Segretari aggiunti
- Cardinale Alfredo Ottaviani (15 gennaio 1953 - 7 novembre 1959 nominato sostituto per gli affari generali della Segreteria di Stato della Santa Sede)
- Arcivescovo Joseph Augustine Di Noia, O.P. (21 settembre 2013 - 10 luglio 2023 cessato)
- Arcivescovo Charles Scicluna, dal 13 novembre 2018

### Sottosegretari
- Monsignore Charles Moeller † (1966 - 1973 dimesso)
- Monsignore Alberto Bovone † (21 maggio 1973 - 8 aprile 1984 nominato segretario del medesimo dicastero)
- Monsignore Jozef Zlatňanský † (6 dicembre 1984 - 11 giugno 1997 nominato segretario della Commissione interdicasterale per le Chiese in Europa orientale)
- Presbitero Gianfranco Girotti, O.F.M.Conv. (11 giugno 1997 - 16 febbraio 2002 nominato reggente della Penitenzieria apostolica)
- Presbitero Joseph Augustine Di Noia, O.P. (4 aprile 2002 - 16 giugno 2009 nominato segretario della Congregazione per il culto divino e la disciplina dei sacramenti)
- Monsignore Damiano Marzotto Caotorta (20 giugno 2009 - 27 ottobre 2015 ritirato)
- Monsignore Giacomo Morandi (27 ottobre 2015 - 18 luglio 2017 nominato segretario del medesimo dicastero)
- Presbitero Matteo Visioli (14 settembre 2017 - 2022)
- Arcivescovo Philippe Curbelié, dal 6 luglio 2022

### Sottosegretari aggiunti
- Presbitero Armando Matteo (12 aprile 2021 - 23 aprile 2022 nominato segretario della Sezione dottrinale del medesimo dicastero)

### Commissari
- ...
  - Arcivescovo Tommaso Arezzo † (7 giugno 1814 - 8 marzo 1816 creato cardinale) (pro-commissario)
- Monsignore Angelo Maria Merenda, O.P. † (18 marzo 1816 - 1º settembre 1820)
- Monsignore Maurizio Benedetto Olivieri, O.P. † (1º settembre 1820 - 27 settembre 1845 deceduto)
- Monsignore Giacinto Cipolletti, O.P. † (27 novembre 1845 - 9 luglio 1850)
- Monsignore Filippo Bertolotti, O.P. † (19 luglio 1850 -  20 novembre 1851 deceduto)
- Monsignore Giacinto Maria Giuseppe de Ferrari, O.P. (12 dicembre 1851 - 27 giugno 1870 nominato arcivescovo titolare di Lepanto)
- Arcivescovo Vincenzo Leone Sallua, O.P. † (27 giugno 1870 - 21 dicembre 1896 deceduto)
- Arcivescovo Tommaso Maria Granello, O.P. † (2 ottobre 1897 - 24 marzo 1911 deceduto)
- Monsignore Domenico Maria Pasqualigo, O.P. † (24 marzo 1911 - 27 ottobre 1919)
- Monsignore Giovanni Lottini, O.P. † (1919 - 1951 deceduto)
- Monsignore Cristoforo Bigazzi, O.P. † (7 febbraio 1951 - 1955)
- Monsignore Paul-Pierre Philippe, O.P. † (1955 - 14 dicembre 1959 nominato segretario della Congregazione dei Religiosi)
- Monsignore Angelo Raimondo Verardo, O.P. † (14 dicembre 1959 - 6 febbraio 1966 nominato amministratore apostolico di Amalfi)